# 2015年冬季ユニバーシアード
2015年冬季ユニバーシアード（XXVII Winter Universiade）は、2015年1月24日から2月14日まで、スペイン・グラナダとスロバキアのシトゥルブスケー・プレソ（Štrbské Pleso, ノルディックスキー）とオスルブリェ（Osrblie, バイアスロン）で開催される第27回冬季ユニバーシアード。2009年3月14日に国際大学スポーツ連盟(FISU)より発表された。スペインでの冬季大会開催は1995年大会以来20年ぶり3回目。